# Хенри (пушка)
Хенријева пушка (енгл. Henry repeating rifle), једна од најранијих пушака репетирки, са магацином за 15 метака, произведена у САД и први пут коришћена у Америчком грађанском рату (1861-1865). Магацин у облику цеви се налазио испод цеви пушке. Усавршавањем ове пушке настале су веома популарне Винчестерке.

## Историја

### Карактеристике
Изум сједињеног метка у металној чахури са ивичним паљењем, који је патентирала 1857. године америчка компанија Смит и Весон  (за своје револвере), омогућио је пушкарима да конструишу прве пушке са магацином за више метака, са механизмом за механичко убацивање метка у цев. Бенџамин Тајлер Хенри (1821-1898), амерички инжињер и пушкар, који је од 1857. радио као главни инжињер за компанију Њу Хејвен Оружје (претечу компаније Винчестер), је 16. октобра 1860. патентирао другу пушку репетирку у САД, шест месеци после прве америчке репетирке, пушке Спенсер. Упоредо са развојем нове пушке, Хенри је развио ефикасну нову муницију у металној чахури са ивичним паљењем, калибра 0,44 инча (11,2 мм).
Хенријева пушка била је острагуша са чепним затварачем са ударном иглом, који се повлачио уназад обарањем полуге испод сандука која је уједно служила као штитник обарача, и цевастим магацином са 15 метака испод цеви пушке, који се пружао целом дужином цеви. Магацин је имао спиралну опругу за гурање метака на предњем крају: предњи део магацина могао се притиском на опругу (која се могла гурати напред малом полугом кроз жлеб на доњој страни магацина) ротирати у страну око цеви, отварајући тако магацин за пуњење са предње стране. Повлачење полуге затварача наниже повлачило је чепни затварач уназад, избацивало је празну чахуру, подизало нови метак из магацина на њено место (лифтом који се налазио у сандуку пушке испред магацина) и напињало ороз, а повлачење навише спуштало је лифт у почетни положај (испред магацина на дну сандука), гурало је затварач напред и убацивало је метак у цев, чиме је пушка била спремна за паљбу. Ударац ороза активирао је двокраку ударну иглу у затварачу. Ове пушке користиле су метак калибра 0,44 инча (11,2 мм) са ивичним паљењем. Додатни метак могао се сместити директно у барутну комору, па су пушке Хенри рекламиране као пушке са 16 метака. Поред пушака, Хенри је конструисао и краће карабине са магацином за 12 метака.

### Амерички грађански рат
Иако је била нешто спорија (због ручног натезања ороза) и мањег магацина (7 према 15 метака), Спенсерова пушка била је знатно једноставнија (Хенријева пушка имала је чак 46 покретних делова) и јефтинија за производњу. Тако је по избијању Америчког грађанског рата 1861, војска Уније одбила Хенријеву пушку за наоружање војника као сувише скупу (35—40 долара у време када војничка плата није прелазила 13-15 долара месечно) и компликовану, док је Спенсер добио подршку самог председника Абрахама Линколна. Иако је конзервативизам у Комисији за наоружање, коју је предводио генерал Џемс Волф Рипли, одбио набавку новог оружја о државном трошку, ипак су многи војници Уније купили нове пушке о свом трошку. Рипли је као и већина виших официра САД сматрао пушке каписларе (спредњаче) типа Спрингфилд последњом речју војне технике, мада је до Аустријско-пруског рата 1866. слично становиште преовладавало и у свим европским војскама осим Пруске (која је још 1841. усвојила острагушу Драјзе). Основне замерке Хенријевој пушци биле су потреба за специјалном муницијом (меци са металном чахуром по цени од 2,5 цента по комаду) уместо дотадашњег барута и олова у фишецима, и велика потрошња муниције (20—50 метака у минуту, у време када су војници носили свега 25-100 метака у фишеклијама). До краја рата војска Уније купила је свега 1.731 Хенријеву пушку, и оне нису коришћене на бојишту до пред сам крај рата.